# Залевська Євгенія
Євгенія Кирилюк, у шлюбі Залевська (нар. 26 грудня 1898, Рівне — 16 листопада 1984, Вашингтон) — українська письменниця, журналістка, громадська діячка української діаспори у США.

## Життєпис
Народилася 26 грудня 1898 року в Рівному. 
1920 року потрапила до табору інтернованих у Каліші. Здобула економічну освіту в Українській господарській академії у Подєбрадах (Чехія), вчителювала на Закарпатті у школі для сиріт.
У 1930-х переїхала до Нью-Йорка, працювала на кондитерській фабриці, у школі українознавства, в українському відділі радіостанції «Голос Америки» (1953—1956). Брала участь у житті «Жіночої Громади», співпрацювала з газетою «Народна воля».
Померла 16 листопада 1984 року у Вашингтоні (США).

## Творчість
Авторка збірки віршів:
- Залевська (Славкова) Є. «Моя пісня [Архівовано 16 квітня 2021 у Wayback Machine.]». Нью-Йорк : Жіноча Громада, 1943. 63 с.